# 5 Card Draw
Five card draw er en variant af poker hvor hver spiller får 5 lukkede kort og har mulighed for at bytte et eller flere kort. Værdierne af pokerhænderne følger de almindelige regler.
Før kortgivningen lægger hver spiller en ante hvis der spilles med dette. Herefter gives hver spiller fem lukkede kort, et ad gangen. Derefter følger første budrunde. Når første budrunde er overstået, har hver af de tilbageværende spillere mulighed for at bytte et eller flere af deres kort med kort fra bunken. Spilleren kan også vælge at beholde samtlige fem oprindelige kort. Bytningen foregår efter tur, begyndende med spilleren nærmest til venstre for kortgiveren. Efter kortbytningen følger den anden og sidste budrunde. Såfremt mere end en spiller er tilbage efter budrunden, foretages showdown, og højeste pokerhånd vinder puljen.
Skematisk er spilforløbet altså som følger:
- evt. ante
- fem lukkede kort uddeles
- første budrunde
- bytning af kort
- anden budrunde
- showdown

Five card draw spilles meget ofte som lowball hvor laveste hånd vinder. En ofte benyttet variant heraf er deuce to seven triple draw, som også er en disciplin ved World Series of Poker. I denne variant er der hele tre kortbytninger og fem budrunder, en budrunde før første kortbygning, en budrunde imellem hver kortbytning og en budrunde efter sidste kortbytning.
Five card draw er den klassiske variant af poker og den variant som mange kender fra amerikanske film.